# Сократительная вакуоль

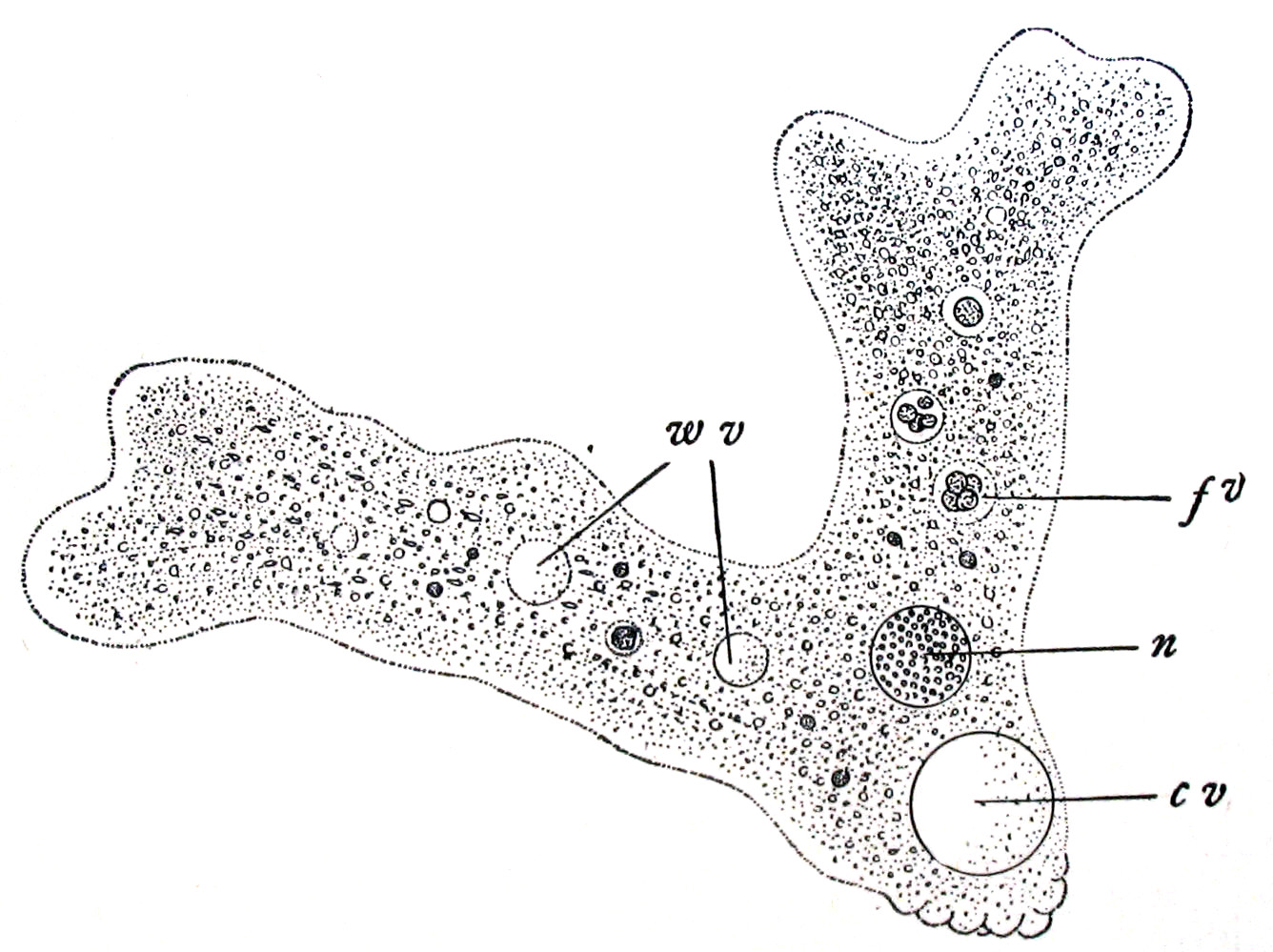
Amoeba proteus (рисунок Эдмунда Вилсона, 1900). cv — сократительная вакуоль.

Сократи́тельная вакуо́ль — мембранный органоид, осуществляющий выброс излишков жидкости из цитоплазмы. Представляет собой наиболее заметную часть согласованно работающего комплекса, в котором выступает в роли периодически опорожняющегося резервуара. Жидкость поступает в сократительную вакуоль из системы пузыревидных или трубчатых вакуолей, называемой спонгио́м. Работа комплекса позволяет поддерживать более или менее постоянный объём клетки, компенсируя постоянный приток воды через плазматическую мембрану, вызываемый высоким осмотическим давлением цитоплазмы.
Сократительные вакуоли распространены в первую очередь среди пресноводных протистов, таких как амёба протей и инфузория-туфелька, однако отмечены также и у морских форм. Сходные структуры обнаружены в клетках пресноводных губок из семейства бадяговых.